# Saint-Hilaire-sur-Puiseaux
Saint-Hilaire-sur-Puiseaux és un municipi francès, situat al departament del Loiret i a la regió de Centre – Vall del Loira. L'any 2007 tenia 176 habitants.

## Demografia

### Població
El 2007 la població de fet de Saint-Hilaire-sur-Puiseaux era de 176 persones. Hi havia 74 famílies, de les quals 29 eren unipersonals (21 homes vivint sols i 8 dones vivint soles), 25 parelles sense fills, 16 parelles amb fills i 4 famílies monoparentals amb fills.
La població ha evolucionat segons el següent gràfic:
Habitants censats

### Habitatges
El 2007 hi havia 87 habitatges, 78 eren l'habitatge principal de la família, 5 eren segones residències i 4 estaven desocupats. Tots els 80 habitatges eren cases. Dels 78 habitatges principals, 61 estaven ocupats pels seus propietaris, 16 estaven llogats i ocupats pels llogaters i 1 estava cedit a títol gratuït; 6 tenien una cambra, 2 en tenien dues, 21 en tenien tres, 18 en tenien quatre i 31 en tenien cinc o més. 67 habitatges disposaven pel capbaix d'una plaça de pàrquing. A 37 habitatges hi havia un automòbil i a 34 n'hi havia dos o més.

### Piràmide de població
La piràmide de població per edats i sexe el 2009 era:
| Homes | Edats   | Dones |
| ----- | ------- | ----- |
| 0     | 95 o +  | 0     |
| 2     | 90 a 94 | 0     |
| 1     | 85 a 89 | 4     |
| 2     | 80 a 84 | 0     |
| 1     | 75 a 79 | 3     |
| 1     | 70 a 74 | 1     |
| 5     | 65 a 69 | 3     |
| 6     | 60 a 64 | 6     |
| 4     | 55 a 59 | 3     |
| 4     | 50 a 54 | 5     |
| 11    | 45 a 49 | 9     |
| 10    | 40 a 44 | 5     |
| 6     | 35 a 39 | 10    |
| 5     | 30 a 34 | 2     |
| 2     | 25 a 29 | 4     |
| 7     | 20 a 24 | 3     |
| 5     | 15 a 19 | 5     |
| 6     | 10 a 14 | 6     |
| 7     | 5 a 9   | 3     |
| 5     | 0 a 4   | 1     |

## Economia
El 2007 la població en edat de treballar era de 116 persones, 89 eren actives i 27 eren inactives. De les 89 persones actives 85 estaven ocupades (44 homes i 41 dones) i 4 estaven aturades (1 home i 3 dones). De les 27 persones inactives 5 estaven jubilades, 17 estaven estudiant i 5 estaven classificades com a «altres inactius».

### Ingressos
El 2009 a Saint-Hilaire-sur-Puiseaux hi havia 72 unitats fiscals que integraven 168 persones, la mediana anual d'ingressos fiscals per persona era de 19.590 €.

### Activitats econòmiques
Dels 10 establiments que hi havia el 2007, 1 era d'una empresa de fabricació d'altres productes industrials, 2 d'empreses de construcció, 6 d'empreses de comerç i reparació d'automòbils i 1 d'una empresa de serveis.
Dels 3 establiments de servei als particulars que hi havia el 2009, 1 era un taller de reparació d'automòbils i de material agrícola, 1 fusteria i 1 empresa de construcció.
L'any 2000 a Saint-Hilaire-sur-Puiseaux hi havia 8 explotacions agrícoles.

## Poblacions més properes
El següent diagrama mostra les poblacions més properes.